# جو كينان
جو كينان (بالإنجليزية: Joe Keenan)‏ (14 أكتوبر 1982 بساوثهامبتون في المملكة المتحدة - ) هو لاعب كرة قدم بريطاني في مركز الوسط. لعب مع إيستبورن بوروه وتشيلسي وفيلم تو تيلبورغ ونادي أديلايد يونايتد ونادي برينتفورد ونادي فيسترلو ونادي ملبورن فيكتوري ونادي هيبرنيان ونادي جنوب ملبورن.

## وصلات خارجية
- جو كينان على موقع قاعدة بيانات كرة القدم.إي يو (الإنجليزية)
- جو كينان على موقع Soccerbase.com (لاعب) (الإنجليزية)
- جو كينان على موقع Soccerway.com (الإنجليزية)
- جو كينان على موقع عالم كرة القدم.نت (الإنجليزية)